# Kanton Bellegarde-en-Marche
Der Kanton Bellegarde-en-Marche war bis 2015 ein französischer Wahlkreis in der Region Limousin. Er lag im Arrondissement Aubusson im Département Creuse. Hauptort war Bellegarde-en-Marche.
Der Kanton war 173,01 km² groß und hatte 2599 Einwohner (Stand 2012).

## Gemeinden
| Gemeinde                 | Einwohner | Code postal | Code Insee |
| ------------------------ | --------- | ----------- | ---------- |
| Bellegarde-en-Marche     | 425       | 23190       | 23020      |
| Bosroger                 | 76        | 23200       | 23028      |
| Champagnat               | 423       | 23190       | 23048      |
| La Chaussade             | 104       | 23200       | 23059      |
| Lupersat                 | 354       | 23190       | 23113      |
| Mainsat                  | 682       | 23700       | 23116      |
| Mautes                   | 220       | 23190       | 23127      |
| Saint-Domet              | 176       | 23190       | 23190      |
| Saint-Silvain-Bellegarde | 216       | 23190       | 23241      |